# Spoorlijn Púchov–Horní Lideč
De Slowaakse spoorlijn Púchov - Horní Lideč (lijn 125) is algemeen gekend als de generaal Štefánik-spoorweg. Ze is geëlektrificeerd, dubbelsporig, en verbindt Púchov (Slowakije) met Horní Lideč in Moravië (Tsjechië). In Horní Lideč sluit deze lijn aan, op de spoorweg naar Vsetín. De maximumsnelheid is 90 km/u.

## Geschiedenis
De eerste initiatieven voor de bouw van een spoorweg van Lipník nad Bečvou (Tsjechië) via Vsetín en de Lyský-pas naar Púchov (Slowakije) dateren uit het begin van de jaren 1860. De concessie werd op 23 oktober 1863 verleend aan de heren Emiel Raikem uit Vsetín en J.B. Even uit Brussel.
In deze concessie werd voorgeschreven dat de indienststelling van de verbinding Lipník nad Bečvou - Púchov diende te geschieden binnen een termijn van vier jaren. Vermits evenwel de bouwwerken geen aanvang namen, werd de concessie op 24 maart 1871 nietig verklaard.
Toen na de Eerste Wereldoorlog de gemeenschappelijke natie "Tsjecho-Slowakije" werd opgericht, leidden in Tsjechië en in Slowakije de spoorwegen in belangrijke mate naar de toenmalige Oostenrijkse en Hongaarse hoofdsteden: Wenen en Boedapest.
Tussen het oosten en het westen van de eengemaakte staat waren er weinig verbindingen. Vanzelfsprekend was ingevolge de nieuwe staatsindeling vanaf 1918 een gewijzigde mobiliteitspolitiek noodzakelijk, met als doel spoorlijnen te creëren tussen het Tsjechische deel van het land en het Slowaakse deel. Dit diende te gebeuren, zowel voor het vervoer van reizigers als voor het transport van goederen.
Vanuit deze optiek werd het oude project voor een spoorweg over de Lyský-pas nieuw leven ingeblazen.
Aldus bouwde men vanuit Přerov (Tsjechië) via Ostrava en via de Lyský-pas een spoorweg naar Púchov in Slowakije.
Deze nieuwe lijn "Horní Lideč - Púchov" werd op 2 mei 1937 in gebruik genomen en werd in 1960 als eerste geëlektrificeerd.
Ze is een onderdeel van de verbinding: Praag - Olomouc (Tsjechië) - Žilina (Slowakije) - Košice - Čierna nad Tisou (Slovaaks-Oekraïense grens).

## Treinen
Anno 2023 heeft het Slowaakse grensstation Púchov onder meer treinververbindingen:
- in de richting Slowakije: naar Žilina, Košice, Trenčín, Bratislava
- in de richting Tsjechië: naar Praag (Praha hlavní nádraží)
- overdag is er voor het grensverkeer elke 2 uren een verbinding Púchov - Horní Lideč en vice-versa.

## Stations en stopplaatsen

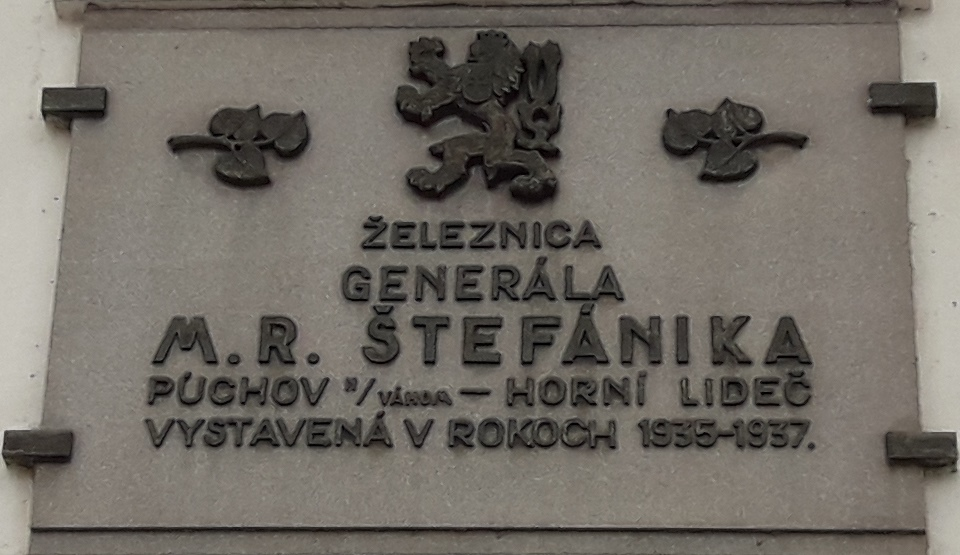
In het station Lúky pod Makytou, op lijn 125, ziet men een gedenkplaat voor de bouw van de generaal Štefánik-spoorweg (1935-1937).

- Púchov

Vertakkingen naar:
- Bratislava
- Žilina

- Púchov závody
- Púchov zastávka
- Dohňany
- Záriečie
- Lúky pod Makytou
- Lysá pod Makytou
- Strelenka[2]

Grensovergang Slowakije-Tsjechië via de Lyský-pas
- Strelná[2]
- Horní Lideč